# Пагорби Таїта

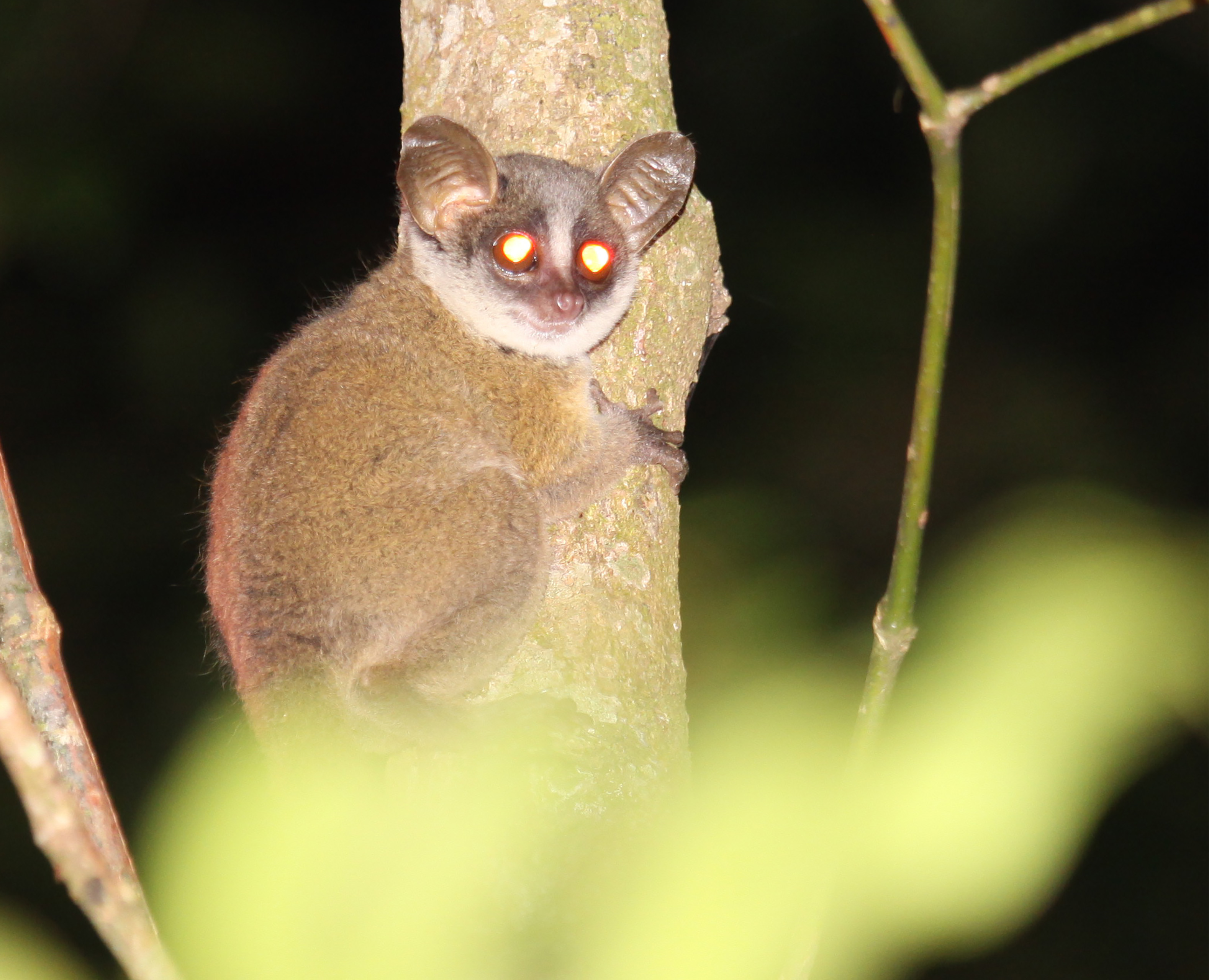

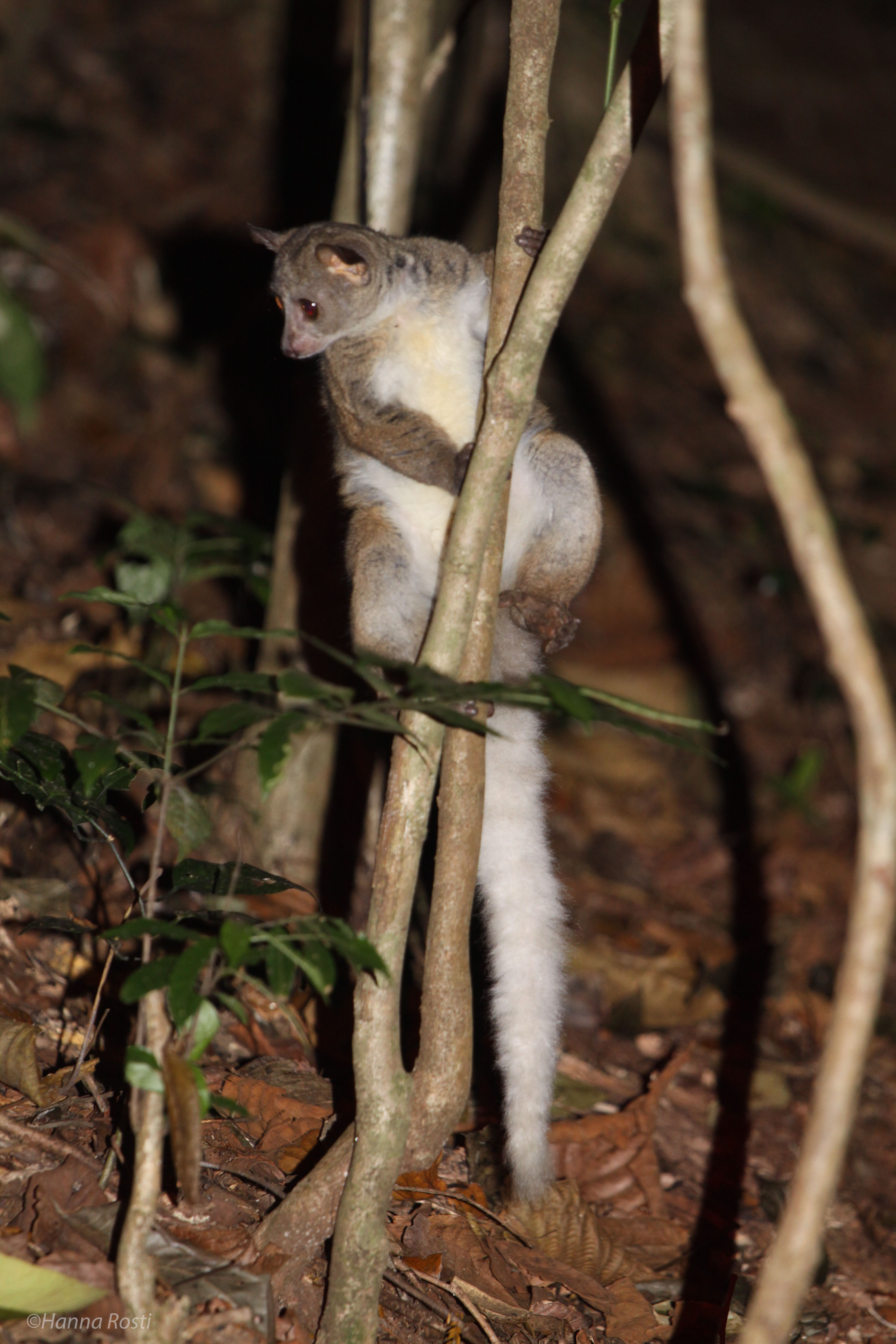

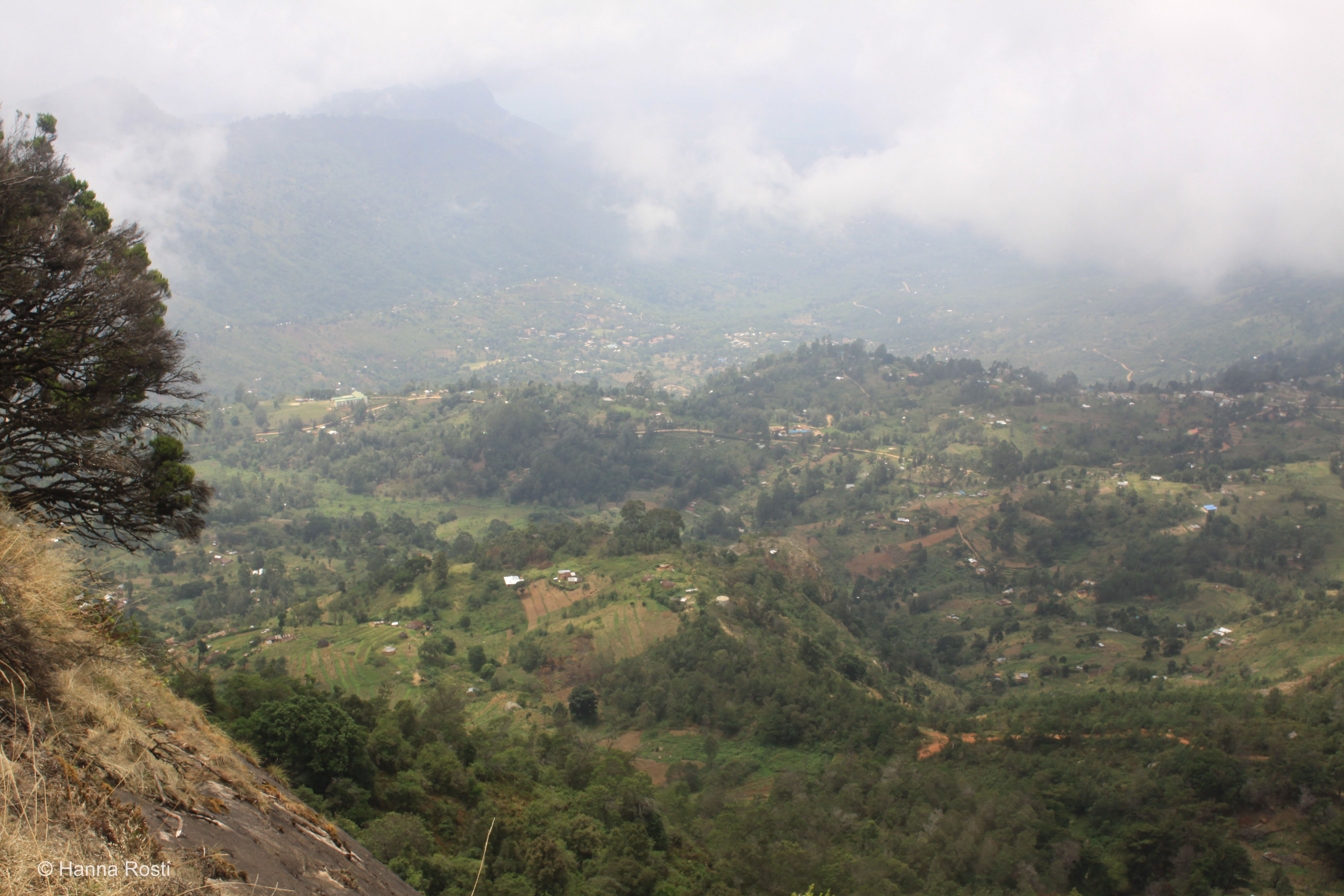

Пагорби Таїта, іноді також називаються Пагорбами Тейта, є гірським масивом, розташованим в окрузі Таїта-Тавета на південному сході Кенії біля Національного парку Цаво, між двома його частинами: Східним Цаво та Західним Цаво. Пагорби складаються з трьох масивів: Давіда, Сагалла і Касігау. Гірський масив Давіда є найбільшим і найвищим з трьох, з висотою 2 228 метрів над рівнем моря на найвищій вершині Вурія. 

## Геологія
Пагорби Таїта та інші гори Східної Дуги утворилися понад сто мільйонів років тому. Приблизно тридцять мільйонів років тому територія Схыдноъ Африки була вкрита великими тропічними лісами. Протягом більш прохолодного та сухого періоду, близько десяти мільйонів років тому, рівнинні ліси перетворилися на савани. А гірські хребти стали «островами», де продовжують процвітати тропічні ліси. Ізольованість кожного гірського масиву призвела до значного розвитку ендемізму  та різноманіття місцевої флори та фауни. 
Річна кількість опадів на пагорбах Таїта значно вища, ніж у регіоні загалом. Кількість опадів коливається від 500 мм у підніжжі гір, до понад 1500 мм у верхній частині гір. У цій місцевості спостерігається два сезони дощів: з березня по травень або червень, і з жовтня по грудень, але кількість опадів дуже мінлива.

## Флора та фауна
Пагорби Таїта відомі своїми вологими лісами з унікальною фауною та флорою. Понад 20 ендемічних видів африканських фіалок (наприклад, Streptocarpus teitensis ) зустрічаються лише в цьому регіоні. Відомими ендемічними видами птахів є дрізд таїта, апаліс Таїта, сокіл таїта і сорокопуд Таїта. Амфібії блакитна черв'яга та сагала цецилія ( Boulengerula niedeni ) —  що знаходяться під загрозою зникнення, також є ендеміками пагорбів Таїта. Пагорби Таїта також є домом для маловухого великого галаго ( Otolemur garnettii ),  деревного дамана ( Dendrohyrax sp.) та  карликовий галаго ( Paragalago cocos ).

## Охорона
Ендемічні флора та фауна пагорбів Таїта перебувають під постійним антропогенним тиском. П'ятдесят відсотків місцевих лісів було замінено плантаціями екзотичних інвазивних дерев, такими як австралійський евкаліпт між 1955 і 2004 роками, що призвело до деградації екосистеми та різкого зниження чисельності багатьох місцевих ендеміків. Сьогодні на пагорбах Таїта лишилося лише 6 км² природного лісу, він є частиною природного заповідника дикої природи Taita Hills. 
На рівнинах і передгір'ях, що оточують пагорби, землі використовуються переважно під посіви та випас худоби. Найбільші фрагменти лісу, що зберігся, знаходяться в найбільш важкодоступних районах. Земля на пагорбах поступово деградує через вирубку лісів і зниження рівня ґрунтових вод.